# Pseudotyrannochthonius incognitus
Pseudotyrannochthonius incognitus är en spindeldjursart som först beskrevs av R. O. Schuster 1966.  Pseudotyrannochthonius incognitus ingår i släktet Pseudotyrannochthonius och familjen käkklokrypare. Inga underarter finns listade i Catalogue of Life.